# Ausleben
Ausleben è un comune tedesco di 1 657 abitanti situato nel land della Sassonia-Anhalt.